# Trials Fusion
Trials Fusion ist ein 2½D-Plattform-Rennspiel, das von RedLynx entwickelt und von Ubisoft am 16. April 2014 veröffentlicht wurde. Der Spieler steuert im Spiel einen Motorradfahrer beim Überqueren von Hindernissen.

## Spielprinzip

### Einzelspieler
In Trials Fusion steuert man einen Motorradfahrer, den der Spieler individuell anpassen kann, durch einen Parcours mit verschiedensten Hindernissen. Ziel ist es, den Kurs so schnell wie möglich und mit möglichst wenigen Unfällen abzuschließen. Je nach Fahrleistung erhält man einen Rang, Bronze, Silber oder Gold. Im Hauptspiel gibt es 58 verschiedene Strecken, mit dem Season Pass von Trials Fusion kamen noch einige neue Level dazu. Im Einzelspielermodus kann man sich in jedem Level mit den Bestzeiten seiner Freunde messen.

### Mehrspieler
Am 24. Januar 2015 erschien ein Update für Trials Fusion, das einen Online-Multiplayer-Modus in das Spiel implementierte. Hierbei können bis zu acht Spieler (Xbox 360 nur vier) auf verschiedenen Strecken um die Wette fahren. Ein Lokaler Multiplayer ist vorhanden.

## Season-Pass
Neben dem Hauptspiel ging auch ein zusätzlicher Season Pass in den Verkauf, der nach der Veröffentlichung erschienene, kostenpflichtige Updates enthält.

## Weitere Serienteile
Der Vorgänger Trials Evolution, ebenfalls von RedLynx entwickelt, wurde im Jahr 2012 für Windows und auf der Xbox 360 veröffentlicht. Am 26. Februar 2019 ist mit Trials Rising ein weiterer Serienteil erschienen.